# I Dreamed of Africa
I Dreamed of Africa (en español, Soñé con África) es una película biográfica del año 2000 dirigida por Hugh Hudson, protagonizada por Kim Basinger, Vincent Pérez, Eva Marie Saint y Daniel Craig. 

Basada en la novela autobiográfica I Dreamed of Africa de Kuki Gallmann, una escritora italiana quién vivió en Kenia y devino implicada en su trabajo de conservación. La película tuvo gran consideración en la edición de 2000 del Festival del cine de Cannes.

## Sinopsis
Italia, 1972. Kuki Gallmann (Kim Basinger) vive sin problemas en Venecia con su hijo pequeño, Emanuele. Una noche, al salir de una fiesta con unos amigos, sufre un accidente de coche del que solamente sobreviven ella y el conductor, Paolo (Vincent Pérez). Mientras se recupera, Paolo la visita con asiduidad y su relación se va estrechando. Cuando se repone del todo, Paolo le pide que se casen y se marchen a vivir a África con el niño. Una vez en Kenia, Kuki se adapta mejor de lo que esperaba a la rudeza de su nueva vida.

## Reparto
- Kim Basinger — Kuki Gallmann
- Vincent Pérez — Paolo Gallmann
- Daniel Craig — Declan Fielding
- Eva Marie Saint — Franca
- Liam Aiken & Garrett Strommen — Emanuele
- Lance Reddick — Simon
- Ian Roberts — Mike Donovan

## Música
La película incluye la canción "Voi che sapete", cantada por Brigitte Fassbaender (mezzosoprano), con la Orquesta Filarmónica de Viena, bajo las órdenes de conducción de István Kertész. Acto 2 de la ópera Le nozze di Figaro (Las bodas de Fígaro), K. 492, compuesto por Wolfgang Amadeus Mozart. 